# Rugantino (maschera)

Rugantino impersonato dal poeta Nino Ilari.

Rugantino è una maschera del teatro romano. Questa maschera impersona un tipico personaggio romanesco, er bullo de Trastevere, svelto co' le parole e cor cortello, il giovane arrogante e strafottente ma in fondo buono e amabile. L'aspetto caratteristico di Rugantino è la ruganza, parola romanesca che significa "arroganza".

## Storia e caratteristiche
Il Ghetanaccio, che fu il più noto burattinaio romano, fu conosciuto soprattutto per le sue rappresentazioni che avevano come protagonista proprio Rugantino, ciò fa supporre che le sue origini risalgano alla fine del 1700.
Odoardo Zuccari, il 13 settembre 1848 presentò il personaggio sul primo numero di un foglio satirico, con questi versi:
Così il primo Rugantino doveva essere la caricatura del gendarme, e per converso veniva identificato anche col capo dei briganti.
Nel corso degli anni questa prima immagine si trasformò nel giovane bullo di quartiere che assumeva gli atteggiamenti del duro, ma che era in realtà uno spaccone pronto a parole ma pavido nei fatti. La maschera tipica quindi lo vede vestito in due maniere: da sgherro, in modo appariscente vestito di rosso col cappello a due punte, oppure da povero popolano, con calzoncini logori, fascia intorno alla vita, camicia con casacca e fazzoletto al collo.

## Rappresentazioni
Il personaggio di Rugantino è protagonista della Commedia di Rugantino di Augusto Jandolo (1925) e dell'omonima commedia musicale di Garinei e Giovannini (1962), da cui è stato tratto un film omonimo del 1973 diretto da Pasquale Festa Campanile.